# Holcorobeus mongolicus
Holocorobeus mongolicus là một loài bọ cánh cứng trong họ Bọ hung (Scarabaeidae).